# Jan Kalinowski (ur. 1954)
Jan Kalinowski (ur. 6 lutego 1954 w Sztumie) – polski muzyk jazzowy, współzałożyciel zespołu Prowizorka Jazz Band, Gnieźnieńskiego Towarzystwa Jazzowego i Fundacji „Mury”.

## Życiorys
W wieku 15 lat zaczął grać na trąbce i alcie w orkiestrze dętej prowadzonej przez ojca. Abiturient LO im. Brygady Grunwald w Sztumie, w szkolnym zespole grał na gitarze basowej. W 1979 roku ukończył studia na Wydziale Medycyny Weterynaryjnej Akademii Rolniczej w Lublinie. Na drugim roku studiów założył zespół popowy Coll-Vet, grał również w zespole Amiz, z którym w 1976 zajął II miejsce w przeglądzie amatorskich zespołów w Świdniku, co zaowocowało pierwszymi nagraniami dla Polskiego Radia Lublin. W 1979 roku podjął pracę jako lekarz weterynarii w Gnieźnie, gdzie w tym samym roku zamieszkał.
W 1986 roku po weryfikacyjnym egzaminie ministerialnym przed MKiS, dzisiaj MKiDN uzyskał uprawnienia zawodowego muzyka jazzowego – instrument gitara i flet. Organizator koncertów i festiwali, animator kultury, współorganizator wystaw artystycznych, projektów popularnonaukowych promujących idee demokracji, wolności i pojednania.
W 1991 roku z Teresą Łubińską – Kalinowską, polską artystką zajmującą się tkaniną artystyczną, założył agencję reklamową Logo. W styczniu 1999 roku uzyskał uprawnienia doradcy ubezpieczeniowego i funduszy emerytalnych, do 2002 roku pracował w Nationale-Nederlanden Polska. Zajmował się również tkaniną artystyczną. W latach 2013–2015 prowadził zajęcia dydaktyczne w zakresie nauki gry na gitarze w Centrum Kultury EsTeDe – Gniezno.
Pod koniec roku 1981 z Tomaszem Sachą i Zbigniewem Łuczakiem założył zespół Prowizorka Jazz Band, pierwszy koncert zaplanowany był 13 grudnia 1981, który nie odbył się z powodu wprowadzenia stanu wojennego. Tę historyczną datę zespół przyjął jako początek istnienia.
W 1982 roku współtworzył Gnieźnieńskie Towarzystwo Jazzowe (oficjalnie zarejestrowane w 1985 roku), a od 1984 do 1986 Gnieźnieńskie Warsztaty Jazzu Tradycyjnego. W roku 1983 został powołany do Miejskiej Rady Kultury przy Prezydencie Miasta Gniezna.
W latach 1982–1985 brał udział w konkursach Międzynarodowego Festiwalu Jazzu Tradycyjnego Old Jazz Meeting „Złota Tarka”, w których to z zespołem PJB zdobywał wyróżnienia zespołowe i indywidualne, a w 1985 roku dostali nagrodę główną „Złotą Tarkę” i nagrodę publiczności. Po tym sukcesie zaczęły się wyjazdy na inne festiwale w Europie, te ważniejsze w 35-letniej działalności to: Festiwal Kultur Świata Lizbona -1984 / Jazz Festival w Dunkierce – 1985 / Jazz Dagen Festival w Eindhoven – 1985,1986 / Jazz Festival Rosenheim – 1987 / Dixieland Jazz Festival Drezno – 1988 / Mc Evans Jazz Festival w Edynburgu-1988 / Jazz Festival w Gronau – 1989 / Hoeilaart Jazz Festival w Belgii – 1989 / Internationale Dixie & Jazz Festival w Sargans – 1990 / North Sea Jazz Festival w Hadze – 1990 / Jazz Mecca w Maastricht – 1990 / Baltic Jazz Festival Karlshamn Szwecja – 1991 / Jazz Jamboree – Warszawa – 1991 / Jazz Festival Fryburg (Szwajcaria) – 1992,1993 / Jazz Tour Festival Włochy – 1994 i wiele innych. Z PJB koncertuje w jazz klubach, teatrach, salach koncertowych w Anglii, Szwecji, Polsce, Niemczech, Czechach, Węgrzech, Szwajcarii, Austrii, we Włoszech, Francji, Belgii, Holandii, Luxemburgu i Portugalii.
Brał udział w recitalach, koncertach dla Radia i Telewizji w Polsce, Niemczech, Belgii i Holandii, nagrywał dla takich wytwórni płytowych jak: Timeless Records – Holandia, Polskie Nagrania – „Muza”, PolJazz, CD Sound International, TISA LLC Blue Tongue Music – USA, ostatnia płyta CD „To Hear The Music” wydana pod własnym szyldem – Prowizorka JB, muzyka z tej płyty została wydana również na DVD & Audio przez Harman International Industries w 2016 roku do prezentacji nowego sprzętu car-audio Marka Levinsona dla Lexusa i Mercedesa.
W latach 1996 i 1997 w ankiecie „Jazz Top” miesięcznika Jazz Forum, wraz z Prowizorką Jazz Band, zajął dwukrotnie pierwsze miejsce w kategorii „Najlepszy Polski Zespół Jazzu Tradycyjnego”, a w 1997 roku reprezentował Polski Jazz Tradycyjny w cyklu koncertów Europejskiej Unii Radiofonicznej – EBU, występ prowadzony przez Andrzeja Jaroszewskiego transmitowało na żywo 17 europejskich rozgłośni radiowych. Występował na wspólnych koncertach z wielkimi sławami jazzu m.in. z Acerem Bilkiem, Chrisem Barberem, Luizjana Repertory Jazz Ensemble z Newego Orleanu, Dutch Swing College Band i wieloma innymi.
W latach 2005 i 2006 uczestniczył w warsztatach i seminariach kompozytorskich organizowanych przez Instytut Rozbitek prowadzonych przez Jana AP Kaczmarka zdobywcy Oscara za muzykę do filmu „Marzyciel”.
Po śmierci Tomasza Sachy w 2006 roku zespół PJB zawiesił działalność. W 2011 roku z Jackiem Korohodą i Stanisławem Piotrowskim reaktywował grupę pod nazwą Prowizorka JB, która grywała w różnych składach, nagrywała płyty i teledyski

## Dyskografia
Płyta „ZendoTawern – Meditations” w nietypowym dla swojej działalności gatunku – z muzyką bluegrass, nagrana w 2005 dla TISA LLC – USA Blue Tongue Music w American Melody Studio. Przygotowania do nagrań odbywały się 2 miesiące w Nowym Jorku, Baltimore, w Green Mountains – Vermont i na wyspie Thousand Islands na Rzece Świętego Wawrzyńca.
Brał udział w nagraniu pierwszej płyty kompaktowej CD w historii polskiej muzyki, 9 października 1987 podczas koncertu w Amsterdamie  (wydana w tym samym roku pt. "As Good As Live").

## Działalność pozamuzyczna
30 września 2008 roku był współtwórcą Fundacji „Mury” zajmującą się promowaniem idei demokratycznych, wolnościowych i pojednania między narodami, organizowaniem wystaw oraz projektów artystycznych, m.in.: „Meble Bauhausu” w 2005 na terenie IKE UAM Gniezno, w 2013 współorganizował wystawę berlińskiego malarza Johannesa Grützke pt. „Otworzyć oczy”, w 2014 projekt popularnonaukowy „Nad Podziałami”, a w 2015 „Artystyczna Droga Pokoju”. W 2008 nawiązał współpracę z dr Ludwikiem Waseckim kolekcjonerem oryginalnych elementów Muru Berlińskiego oraz z prof. Yoshimi Hashimoto prowadzącym wydział Rzeźby w Berlińskim Uniwersytecie Sztuk Pięknych. Tak powstał zespół odpowiedzialny za realizację i przygotowanie przedsięwzięcia „Ogród Wolności” mającego uświetnić 20-lecie odzyskania przez Polskę niepodległości i częściowo wolnych wyborów do polskiego parlamentu. Dzięki prof. Yoshimi Hashimoto zaprojektowane rzeźby były ujęte w międzynarodowym planie pt. „Droga Pokoju” wg pomysłu Otto Freundlicha z 1936 roku szerząc ideę pojednania między narodami i współpracę ponad podziałami, projekt ten przyczyniał się do zaistnienia i promocji Gniezna na kulturalnej mapie Europy. W 2013 roku nawiązał współpracę z Muzeum Pomorza Środkowego w Słupsku, z Musée Tavet-Delacour w Pontoise pod Paryżem, z Fundacją Współpracy Polsko Niemieckiej i Centrum Rzeźby Polskiej w Orońsku, dzięki czemu ww. przedsięwzięcia mogły być realizowane.

## Życie prywatne
W latach 1979–1986 był w związku małżeńskim z Iwoną Rudnicką (Kalinowską), z którą ma córkę Beatę ur. 1980 i syna Błażeja ur. 1983 (właściciel firmy „FunFloor”). 7 września 2002 ożenił się z Teresą Łubińską. Ma starszego brata Andrzeja (ur. 1950), który jest państwowym lekarzem medycyny weterynaryjnej w Melbourne – Australia.